# Де ти, любове?
«Де ти, любове?» — молдовський радянський музичний фільм 1980 року, написаний та режисований Валерієм Гажіу. Головні ролі зіграли Софія Ротару, Григорій Григоріу і Євген Меньшов. Хоча фільм зазнав сильної критики з боку експертів, та не сподобався самій Софії Ротару, однак зібрав понад 25 мільйонів глядачів у Радянському Союзі.

## Сюжет
Після закінчення консерваторії вчителька музики Марчела (Софія Ротару) викладає музику в сільській музичній школі в Молдавії і мріє стати співачкою. Як солістку її запрошують в самодіяльний вокально-інструментальний ансамбль, яким керує кішіневскій астроном Віктор (Григорій Грігоріу). У молодих людей починається роман, але тут втручається ще один претендент Марчели — Андрій (Євген Меньшов). Також в кіно знімався відомий актор Віктор Чутак.
У фільмі звучать шлягери 70-80-х років, створені Іоном Алдя-Теодорович, Олександром Зацепіним, Олексієм Мажуковим, Раймондом Паулсом, Юрієм Саульским, Робертом Рождествєнським, Іллею Резніком. Марчелу чекають любов, творчі успіхи та, як вважається, перемога на міжнародному конкурсі …

## Фестивалі та нагороди
- 1981 — 14 Всесоюзний кінофестиваль (Вільнюс) з розділу художніх фільмів: премія за популяризацію пісенної творчості — фільму «Де ти, любове?».